# شالچیا
شالچیا (لیتوانیایی: Šalčia؛ (به بلاروسی: Шальча)) رودی است که به رودخانه مرکیس می‌ریزد. این رود از کشورهای بلاروس و لیتوانی می‌گذرد و طول آن ۷۶ کیلومتر (۴۷ مایل) است.